# Marimatha nigrofimbria
Marimatha nigrofimbria är en fjärilsart som beskrevs av Druce. Marimatha nigrofimbria ingår i släktet Marimatha och familjen nattflyn. Inga underarter finns listade i Catalogue of Life.

## Bildgalleri

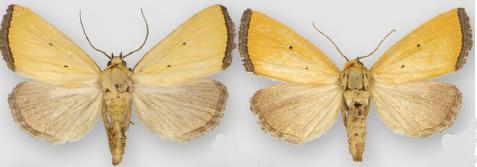
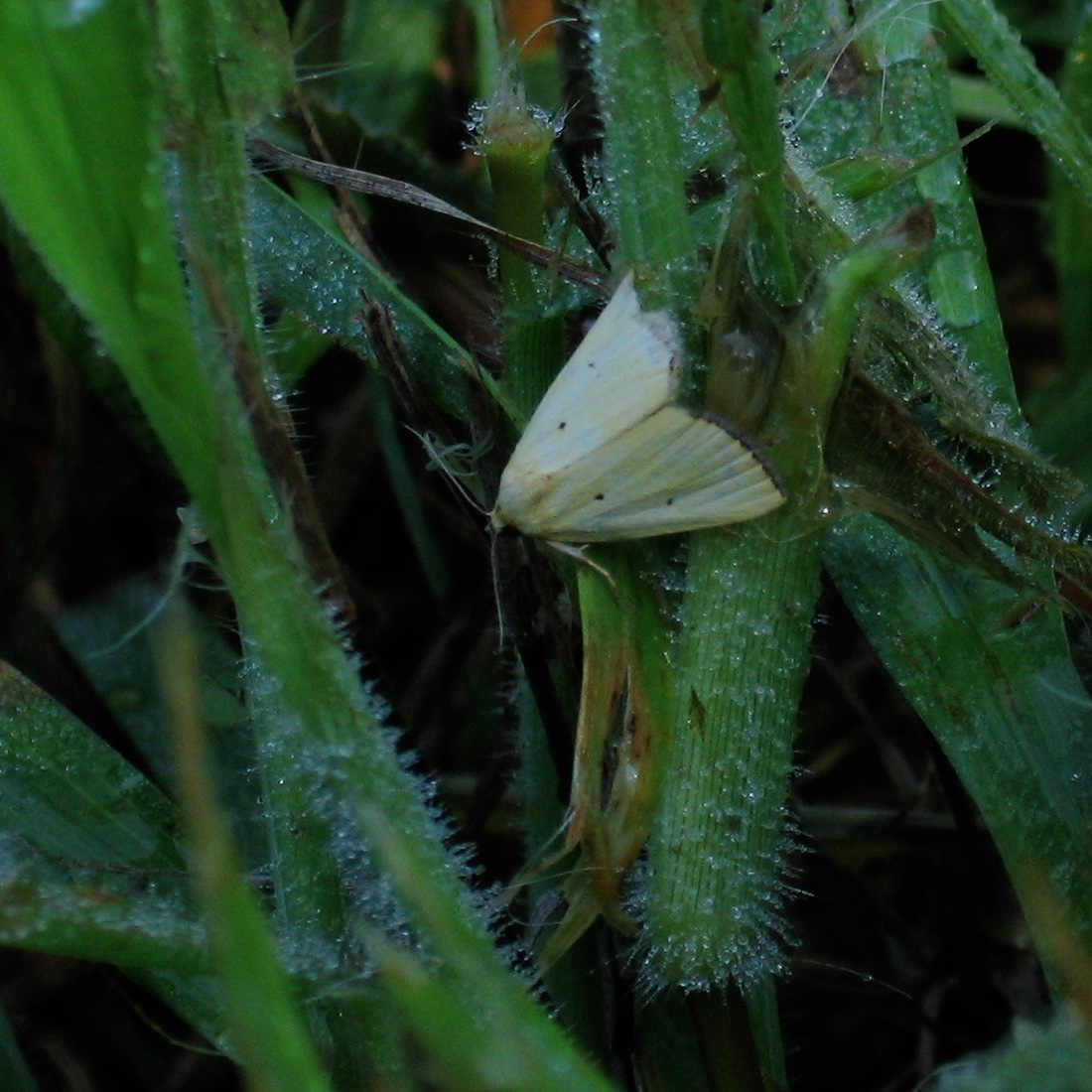